# Ann Hampton Callaway
Ann Hampton Callaway (Chicago, 30 de mayo de 1958) es una cantante, compositora, escritora, pianista y actriz estadounidense. Es reconocida principalmente por componer y cantar la canción oficial de la serie de televisión La niñera y protagonizar el musical de Broadway Swing!, por el que ganó el premio Theater World y fue nominada a un premio Tony en la categoría de mejor actriz de reparto en un musical. Ocasionalmente, también actúa con su hermana Liz Callaway. El 3 de noviembre de 2006 obtuvo una maestría en el Colegio de Artes Cornish.
Sus canciones han sido interpretadas entre otros por Karrin Allyson, Liz Callaway, Barbara Carroll, Blossom Dearie, Michael Feinstein, Harvey Fierstein, Carole King, Patti LuPone, Amanda McBroom, Donna McKechnie, Liza Minnelli, Peter Nero, y Lillias White.

## Discografía

### Solista
- 1992 Ann Hampton Callaway (DRG)
- 1994 Bring Back Romance (DRG)
- 1996 Sibling Revelry (DRG) con Liz Callaway
- 1996 To Ella with Love (Sin-Drome)
- 1997 After Ours (Denon)
- 1997 White Christmas (Capitol)
- 1998 This Christmas (Angel)
- 1999 Easy Living (Sin-Drome)
- 2000 Swing! (Original Broadway Cast)
- 2002 Signature (N-Coded)
- 2004 Slow (Shanachie)
- 2005 Easy Living (Shanachie)
- 2006 Blues in the Night (Telarc)
- 2009 At Last (Telarc)
- 2011 Boom! Live at Birdland (PS Classics)
- 2014 From Sassy to Divine: The Sarah Vaughan Project (Shanachie)
- 2015 The Hope of Christmas (MCG Jazz)
- 2018  Jazz Goes to the Movies (Shanachie)[3]